# Condado de Daviess (Kentucky)
O Condado de Daviess é um dos 120 condados do estado americano de Kentucky. A sede do condado é Owensboro, e sua maior cidade é Owensboro. O condado possui uma área de 1 234 km² (dos quais 36 km² estão cobertos por água), uma população de 91,545 habitantes, e uma densidade populacional de 79 hab/km² (segundo o censo nacional de 2000). O condado foi fundado em 1815.